# Classe Absalon
Pour les articles homonymes, voir Absalon.
La classe Absalon est composée de deux navires de soutien et de commandement polyvalents avec hélisurface de 6 300 tonnes construits par Odense Steel Shipyard pour la Marine royale danoise. Ils entrent en service à partir de 2004 mais leur équipement se poursuit dans les années suivantes.

## Caractéristiques
Conçus et dimensionnés comme des frégates, l'armement principal des Absalon est constitué de cinq modules StanFlex ; des conteneurs standardisés portant des systèmes spécifiques dont la configuration permet d'équiper un navire pour des missions associées. Communément, ils utilisent des lanceurs pour 16 missiles antinavires Harpoon et des VLS pour 36 missiles antiaériens RIM-162 ESSM. Ils comptent également de manière permanente un canon de 127 mm, 2 canons à tir rapide Oerlikon Millennium de 35 mm pour la défense rapprochée et 2 tubes lance-torpilles. Cependant, leur principale particularité est une surface libre de 900 m2 apte à abriter tous types de matériel, véhicules et modules de mission, logée sous l'hélisurface et les 2 hangars à hélicoptères, accessible depuis une rampe ro-ro et disposant d'un système de mise à l'eau pour petites embarcations de débarquement. Elle permet entre autres d'aménager un hôpital, des rails de mouillage de mines, des conteneurs de mission ou encore d'accueillir 130 passagers supplémentaires. Les voilures tournantes embarquées sont des MH-60R Seahawk d'origine américaine acquis à partir de 2016.

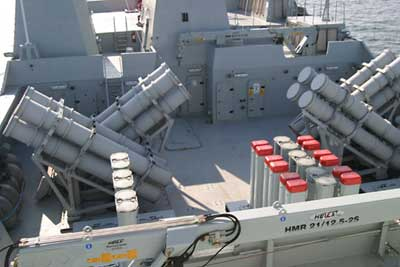
Les modules StanFlex portant les missiles Harpoon et RIM-162 ESSM.
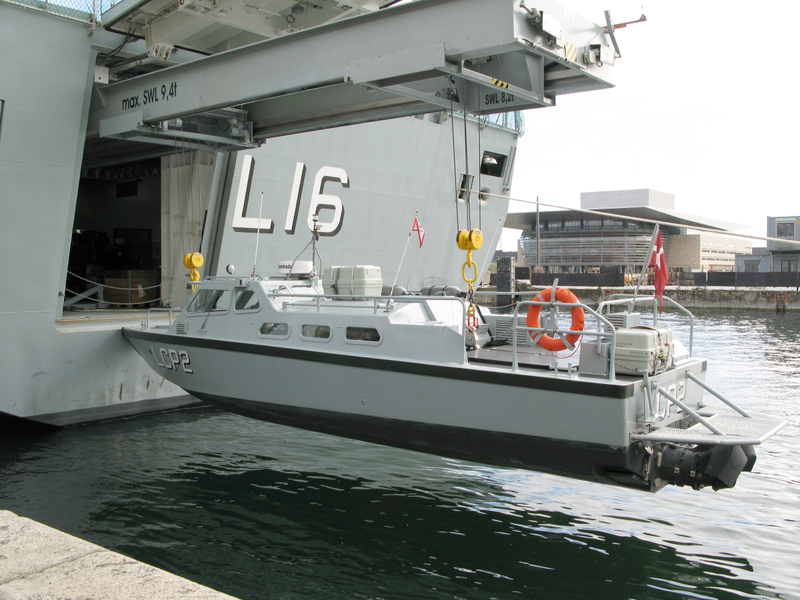
Déploiement d'une embarcation par la poupe.
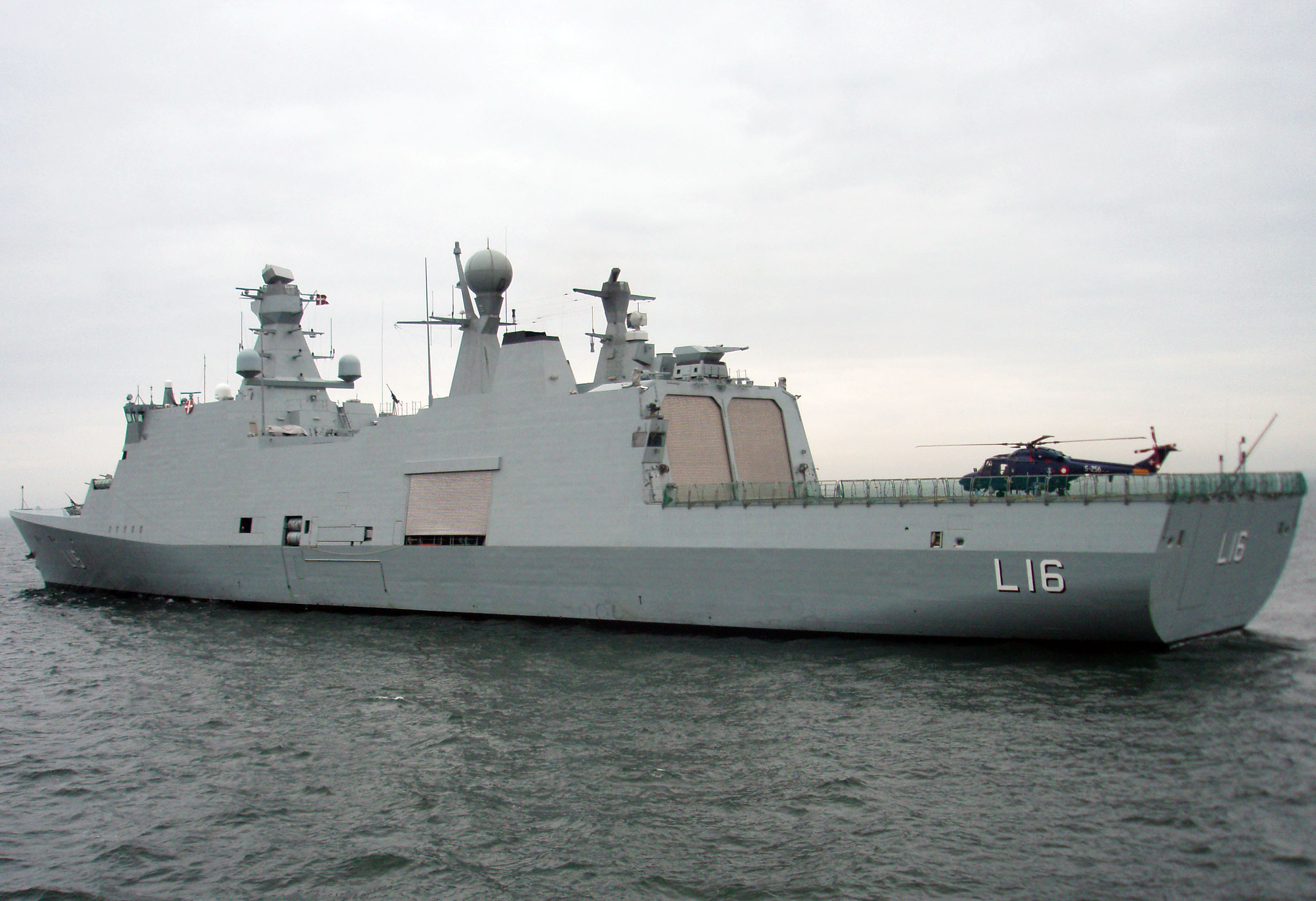
Un Lynx posé sur la plateforme arrière.

## Missions

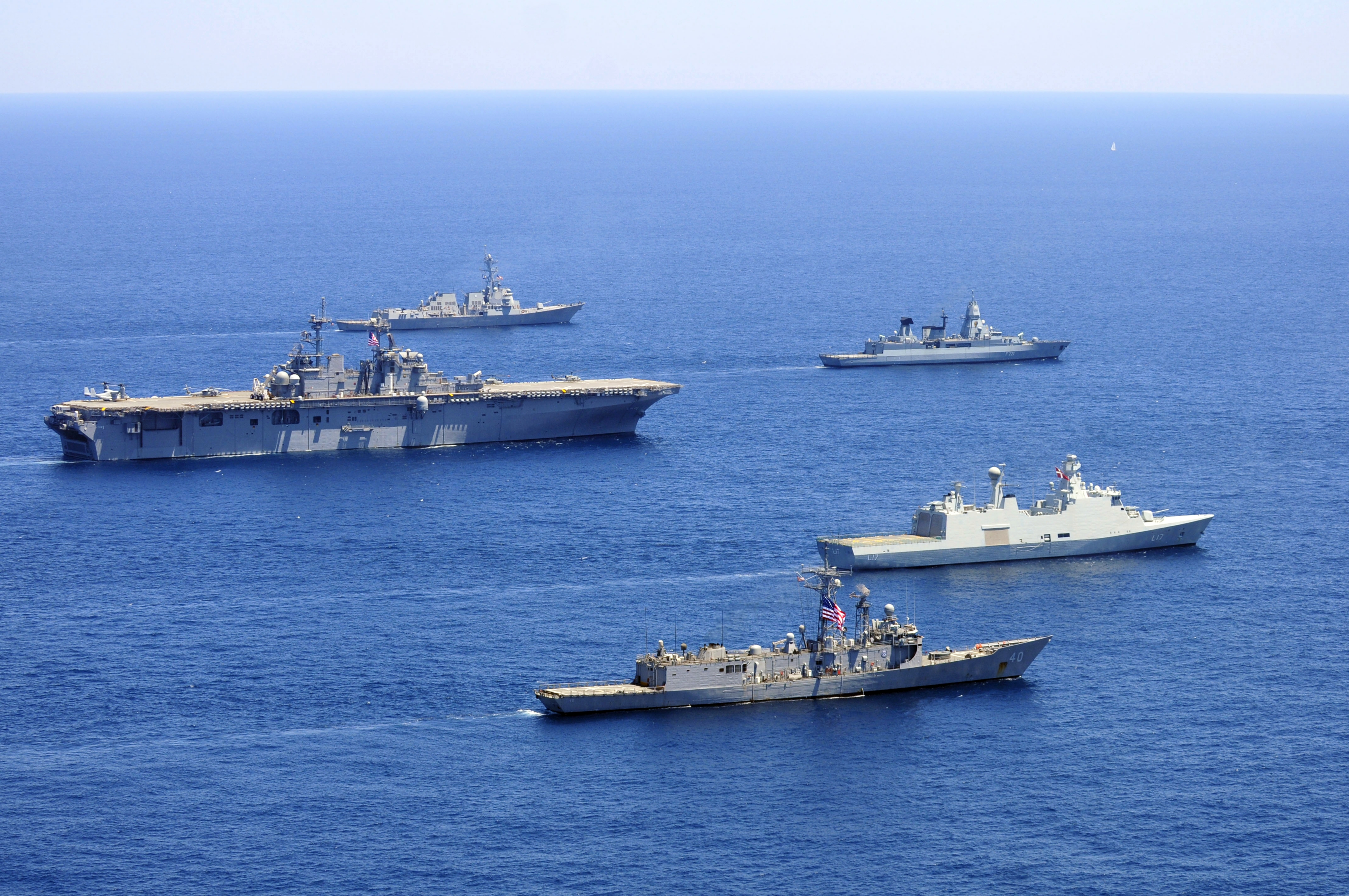
L'Esbern Snare escortant l'.

Le système des conteneurs StanFLex et le pont modulable procurent une grande polyvalence opérationnelle aux navires. Ils sont d'une part capable d'assurer leur propre défense antiaérienne, anti-navire et anti-sous-marine au même titre que des frégates, et d'autre part de commander une force interarmée (pour des missions de contre-piraterie par exemple), de mouiller des champs de mines, ou encore de soutenir des opérations spéciales et des débarquements amphibies. Dans chaque fonction, l'aménagement du pont et l'équipage embarqué est adapté en conséquence. Initialement concentrée sur une activité de défense côtière, la marine danoise accède avec ce type de bâtiment à une capacité de projection de longue durée sur un long rayon d'action. Cette évolution répond à une volonté de s'adapter aux enjeux maritimes d'après guerre froide en participant activement à certains engagements et exercices internationaux,.

## Navires
| Nom               | N° de coque | Pose de la quille | Lancement    | Entrée en service | Statut                              |
| ----------------- | ----------- | ----------------- | ------------ | ----------------- | ----------------------------------- |
| HDMS Absalon      | L16         | Novembre 2003     | Février 2004 | Octobre 2004      | Armement achevé en 2007, en service |
| HDMS Esbern Snare | L17         | Mars 2004         | Juillet 2004 | Avril 2005        | Armement achevé en 2007, en service |